# Chryzantemy złociste
Chryzantemy złociste – tango z 1939 roku. Autorem muzyki i słów jest Zbigniew Maciejowski. Utwór wykonywał m.in. Janusz Popławski.
Nagrane kilka dni przed wybuchem II wojny światowej w wytwórni Odeon zamykają złoty okres polskiego tanga. 

## Odniesienia w kulturze
- Piosenka została wykonana w filmie Ogniomistrz Kaleń (1961) w reżyserii Ewy i Czesława Petelskich,
- Piosenka została wykonana w filmie Haracz szarego dnia,
- Utwór pojawia się m.in. w filmie Krzysztofa Zaleskiego Książę nocy z 2004 roku,
- Istnieje popularny, wulgarny pastisz tego utworu – autor pozostaje nieznany, a nagranie błędnie przypisuje się różnym artystom, m.in. zespołowi Kury (co lider zespołu, Tymon Tymański oficjalnie zdementował[1]), zespołowi Stare Dobre Małżeństwo bądź Andrzejowi Sikorowskiemu,
- Utwór pojawia się w 3. odcinku serialu Stawka większa niż życie[2],
- Utwór pojawia się w filmie Godzina „W” w reżyserii Janusza Morgensterna,
- Utwór pojawia się w filmie Miasto 44 w reżyserii Jana Komasy.